# Gunnar Olsson (canoista)
Gunnar Olsson (26 aprile 1960) è un ex canoista svedese.

## Palmarès

### Olimpiadi
- 1 medaglia:
  - 1 argento (Barcellona 1992 nel K-2 1000 m)

### Mondiali
- 3 medaglie:
  - 1 argento (Copenaghen 1993 nel K-2 10000 m)
  - 2 bronzi (Poznań 1990 nel K-4 10000 m; Copenaghen 1993 nel K-2 1000 m)